# Antonio Caggiano
Antonio Caggiano (Coronda, 30 de enero de 1889 - Buenos Aires, 23 de octubre de 1979) fue un cardenal argentino y arzobispo de Buenos Aires, además de vicario castrense y primer obispo de Rosario.

## Biografía

### Formación
En 1901 ingresó al Seminario de Santa Fe. 
En 1906 fue enviado a Roma a estudiar en el Pontificio Colegio Pío Latino Americano. Se doctoró en Filosofía y en Teología. El 23 de marzo de 1912 fue ordenado sacerdote y trabajó los meses siguientes como pastor. De 1913 a 1931 fue cura en San Carlos Norte, capellán del Hospital de Caridad de Rosario y profesor en el Seminario de Santa Fe. Fue el organizador de la Acción Católica en la Argentina.

### Sacerdocio
En la Acción Católica Argentina fue asesor, del 26 de enero de 1931 al 29 de abril de 1935, durante, la presidencia de Martín Jacobe, y bajo la de Rómulo Etcheverry Boneo continuó en el cargo hasta el 10 de mayo de 1940.
Durante 1933 y 1934 Caggiano estuvo a cargo del vicariato general del Ejército Argentino. En 1934 fue nombrado obispo de Rosario por el papa Pío XI. Doce años más tarde, en 1946, su sucesor Pío XII lo nombró cardenal en la iglesia de San Lorenzo in Panisperna (Italia). En 1959 fue designado  Ordinario para los fieles de Rito Oriental.
Caggiano tomó parte de 1962 a 1965 en el Concilio Vaticano II, donde representó en muchas ceremonias al Papa como legado suyo.
Presentó su renuncia en 1966, cuando el Vaticano puso en práctica lo que se había decidido en el Decreto Christus Dominus, sobre la renuncia de los obispos a una edad determinada (que fue definida en 75 años), pero el Papa le pidió que continuara en el cargo, y nombró Coadjutor a Juan Carlos Aramburu. Su renuncia fue aceptada en 1975. Murió el 23 de octubre de 1979 en Buenos Aires, y fue enterrado en la Catedral metropolitana.

### Obispo de Rosario
Fue el fundador y creador del Seminario  San Carlos Borromeo, ubicado en Capitán Bermúdez, que abrió sus puertas en 1939. 
Caggiano solicitó a Josemaría Escrivá, a quien había conocido en febrero de 1946, que miembros del Opus Dei comenzaran una actividad apostólica estable en la diócesis de Rosario. En 1950 llegaron a Rosario, procedentes de Buenos Aires: el sacerdote Ricardo Fernández Vallespín e Ismael Sánchez Bella.

### Arzobispo de Buenos Aires
Apenas nombrado Arzobispo organizó la Gran Misión de Buenos Aires, que se realizó en 1960 simultáneamente con un Congreso Mariano.

## Doctrina antisubversiva
En 1959 fue designado presidente de la Conferencia Episcopal, vicario general Castrense y cardenal primado de la Argentina. Tres años después Antonio Caggiano, inauguró los primeros cursos de guerra contrarrevolucionaria dictados en el Ejército. En 1961, prologó la edición en castellano de “Marxismo Leninismo" para orientar a los soldados católicos en la “lucha a muerte” contra el comunismo.

### Información estadounidense
En los archivos desclasificados del Departamento de Estado de los Estados Unidos consta información importante sobre la colaboración de Caggiano con criminales de guerra fugitivos de los Juicios de Núremberg tras la derrota de la Alemania Nazi en la Segunda Guerra Mundial.
Caggiano viajó a Roma en 1946, para ser creado cardenal y en el mismo barco en que regresó a la Argentina, fue acompañado por el primer criminal nazi registrado, Emile Dewoitine, un criminal de guerra francés que había sido condenado en Francia.

## Honores
- 1961: Gran Cruz del Mérito de la República Italiana

| Predecesor: - | Obispo de Rosario 1935-1959 | Sucesor: Silvino Martínez |

| Predecesor: Fermín Emilio Lafitte | Arzobispo de Buenos Aires 1959-1975 | Sucesor: Juan Carlos Aramburu |